# Беркеш, Ференц (политик)
Ференц Беркеш (венг. Berkes Ferenc; 4 апреля 1893, Кишкунфеледьхаза, Бач-Кишкун — 21 ноября 1919, Orgovány, Бач-Кишкун) — венгерский коммунистический политик, журналист.

## Биография
Рабочий-слесарь. С 1912 по 1915 год работал журналистом ежедневной прогрессивно-буржуазной газеты Szegedi Napló (нем. Szegediner Tagblatt).
После провозглашения в 1919 году Венгерской советской республики — сотрудник будапештской социал-демократической ежедневной газеты Népszava, затем политсотрудник союза Hangya. Правительственный совет назначил его в июне 1919 года своим представителем в городском рабоче-солдатском совете Кечкемета и политическим комиссаром 1-й венгерской красной армии.
После гибели Советской республики и начала румынской оккупации, был схвачен и расстрелян.

## Память
- Почта ВНР в 1962 году выпустила марку посвящённую Ференцу Беркешу.
- В 1971 году в Кечкемете его именем было названо торговое училище, а также студенческое общежитие[1].